# John Boyd Orr
John Boyd Orr (ur. 23 września 1880 w Kilmaurs (Ayrshire), zm. 25 czerwca 1971 w Edzell w Angus) – szkocki biolog i polityk, dyrektor generalny Organizacji ds. Wyżywienia i Rolnictwa. Laureat Pokojowej Nagrody Nobla z 1949 roku.

## Życiorys
Był jednym z siedmiorga dzieci R.C. Orra, właściciela kamieniołomów w Ayrshire. John Boyd Orr uzyskał stypendium na University of Glasgow, gdzie studiował teologię i uczestniczył w kursie szkolenia nauczycieli. W 1902 roku uzyskał tytuł magistra i podjął pracę nauczyciela (było to warunkiem stypendium). W 1905 roku wrócił na uczelnię, gdzie kontynuował studia w dziedzinie nauk biologicznych (uzyskał bakalaureat w 1910 roku) oraz medycyny (ukończył je w 1914). Po ukończeniu studiów został dyrektorem Instytutu Żywienia Zwierząt (później Rowett Research Institute), tworzonego przez Uniwersytet w Aberdeen.
Prace nad organizacją instytutu zostały przerwane przez wybuch I wojny światowej. John Boyd Orr służył najpierw w Korpusie Medycznym (Royal Army Medical Corps), a następnie w Royal Navy. Został odznaczony Military Cross i Distinguished Service Order. Do Aberdeen wrócił w 1919 roku.
W latach 20. XX wieku prowadził badania nad metabolizmem przeżuwaczy oraz wpływem obecności minerałów w diecie na stan zdrowia zwierząt hodowlanych. Odbył szereg podróży, m.in. do Afryki, na Bliski Wschód i do Indii, podczas których badał lokalne diety oraz praktyki rolnicze i hodowlane. Prowadził badania nad wartością odżywczą mleka krowiego w diecie człowieka. Odkrył, że zwiększenie jego ilości w diecie brytyjskich dzieci, zwiększyło ich wzrost i wagę.
W 1929 roku założył Imperial Bureau of Animal Nutrition. W 1935 roku przeprowadził kompleksowe badania nad dietą osób o różnych dochodach. W opublikowanym w 1936 roku raporcie Food, Health and Income zamieścił wyniki ankiety, z których wynikało, że koszt diety spełniającej podstawowe wymagania żywieniowe był poza zasięgiem połowy badanej populacji, a 10% populacji było niedożywionych.
W czasie II wojny światowej wykorzystał wyniki swoich badań nad stworzeniem systemu wydzielania żywności. Był członkiem Komitetu Naukowego ds. Polityki Żywnościowej.
Po wojnie zakończył pracę w Instytucie Rowetta, przechodząc na emeryturę, ale objął funkcję rektora University of Glasgow, a także stanowisko Dyrektora Generalnego Organizacji Narodów Zjednoczonych do spraw Wyżywienia i Rolnictwa (FAO). Podczas kierowania FAO pracował nad systemem transferu żywności z krajów dysponujących jej nadmiarem do obszarów zagrożonych głodem. Taka forma pożyczki miała być spłacana (bez odsetek) po ustąpieniu głodu. Propozycja została odrzucona podczas kongresu FAO w Kopenhadze w 1946 roku.
W 1935 roku nadano mu tytuł szlachecki, a w 1949 tytuł barona. W 1949 roku otrzymał Pokojową Nagrodę Nobla.